# 菊池博
菊池 博（きくち ひろし、1962年6月12日 - ）は、日本の政治家、税理士。茨城県下妻市長（2期）。元下妻市議会議員、元千代川村議会議員。

## 来歴
茨城県結城郡千代川村（現：下妻市）生まれ。茨城県立下妻第一高等学校、中央大学理工学部管理工学科卒業。税理士法人事務所に勤務。2003年（平成15年）に千代川村議会議員に初当選。2006年（平成18年）1月1日、千代川村は下妻市に編入された。編入後最初に行われた2007年（平成19年）の下妻市議会議員選挙に立候補し当選。
2017年（平成29年）12月25日、任期満了にともなう下妻市長選挙に立候補する意向を表明した。
2018年（平成30年）3月25日に行われた下妻市長選挙で、現職の稲葉本治（公明党推薦）との一騎打ちを制し初当選を果たした。4月14日、市長就任。選挙の結果は以下のとおり。
※当日有権者数：35,299人 最終投票率：48.70%（前回比：pts）
| 候補者名 | 年齢 | 所属党派 | 新旧別 | 得票数  | 得票率 | 推薦・支持     |
| -------- | ---- | -------- | ------ | ------- | ------ | -------------- |
| 菊池博   | 55   | 無所属   | 新     | 8,803票 | 51.66% |                |
| 稲葉本治 | 72   | 無所属   | 現     | 8,237票 | 48.34% | （推薦）公明党 |

2022年3月20日告示、27日投開票の市長選挙では無投票で再選。

## 市政
DHCとの協定解消
2017年（平成29年）10月、下妻市はDHCと市民の健康増進や地場産業の活性化、災害対策などに関する包括連携協定を締結した。
2020年（令和2年）11月、DHCは吉田嘉明会長名で競合他社について「CMに起用されているタレントはどういうわけかほぼ全員がコリアン系の日本人」と公式ウェブサイトに記載。
2021年（令和3年）4月9日、DHCはさらに吉田の差別発言を掲載。吉田は「NHKは幹部・アナウンサー・社員のほとんどがコリアン系」「NHKは日本の敵」と述べた。
2021年（令和3年）5月14日、下妻市は市長名の申し入れ書を同社に郵送し、1カ月の期限付きで差別的文章の削除などを要求した。5月20日頃、DHCは電話で文章の一部を削除したとの連絡を入れるが、市は「一部削除では到底容認できない」と指摘。6月1日までに全ての文章が削除されたものの、菊池は「企業としての公式な見解は表明されていない」と非難。同日に開いた定例記者会見で「差別的内容が掲載されていた事実は、人権尊重に取り組む本市としては看過できない」と述べ、同年度の提携事業を中止すると表明した。DHCはメールで、文章に不適切な表現があったことなどを認める回答をしたが、外部公表は拒否した。このため、下妻市は7月15日付で連携協定を解約するとした文書を送った。
新型コロナウイルス対策
2020年（令和2年）5月21日、新型コロナウイルス対策の財源に充てるため、自身の6月期末手当を20％減額すると市議会全員協議会で発表した。副市長と教育長については10％減額する。